# Latakia ostroma
2011. augusztus 13-án a szíriai polgárháború polgári felkelési szakasza alatt a Szíriai Hadsereg és a Szíriai Haditengerészet támadást indított a szíriai tengerparti Latakia városánál, hogy véget vessen a palesztin táborban kitört Aszad-ellenes felkelésnek. Ennek során több tucatnyian meghaltak és többen megsebesültek. Latakia azonban a szíriai konfliktus alatt végig nyugodt terület maradt.

## Előzmények
Latakia Al-Ramelben lévő palesztin tábora már 2011. március óta a tüntetések egyik színhelye. A szíriai kormány szerint egy, március végi összecsapásban 12 embert megöltek itt, aminek következtében olyan csapatokat küldtek a városba, melyek megakadályozták az onnét ki, illetve oda befelé irányuló forgalmat. A kormány reformok sorozatát jelentette be, hogy megállítsa a tüntetéseket. A Los Angeles Times szerint állítólag több száz szíriait letartóztattak, július végén a lataki felkelők pedig azt mondták, attól tartanak, hogy egy sokkal véresebb leverésre készülnek ellenük. A megnövekedett biztonsági jelenlét ellenére a tüntetések folytatódtak. Az ostrom korai szakaszában állítólag több civilt megöltek, mikor összetűzésbe kerültek a biztonsági erők képviselőivel.

## Eszkalálódás
A londoni központú SOHR szerint augusztus 13-án több mint 20 tank és páncélos csapatszállító ment be Latakiába. Aktivisták jelentései szerint arról is beszámoltak, hogy aznap legalább hét embert megöltek.
Augusztus 14-én az ellenzéki Helyi Koordinációs Bizottság (LCC) arról számolt be, hogy mivel a Szíriai Hadsereg egy tüzérségi és tankos támadást indított a külvárosok ellen, lényegesen megnőtt a halálos áldozatok száma. Ezzel együtt a Szíriai Haditengerészet is támadást indított a tengerparti városrészek ellen, melynek fegyveres hajói nehéztüzérséget vetettek be. Az SOHR nyilvánosságra hozta 26 ember nevét, akik Latakia mellett haltak meg, és hozzátették, hogy az áldozatok többségének halálát géppuskatűz okozta. A szíriai kormány szerint a biztonsági erők két tisztviselője és négy fegyveres férfi halt meg, akik viszont a lakosokat terrorizálták.
A hírek szerint a támadás augusztus 15-én is folytatódott, mikor a Szíriai Hadsereg elrendelte a város déli és délkeleti területeinek evakuálást. Az Al Jazeera jelentései szerint a helybéliek arról számoltak be, hogy a katonák palesztinokat tartóztattak le Latakiában, akiket aztán buszokkal az Al-Assad stadionhoz vittek, majd ott összezsúfolták őket. Az ellenzéki aktivistákat összefogó Szíriai Forradalmi Koordinációs Unió szerint a Latakia melletti táborban legalább hatukat megölték. A szíriai kormány tagadta, hogy fegyveres hajókat indított volna Latakia felé, szerinte az állítások teljesen alaptalanok. Szerinte a Latakia partjainál jelen lévő hajók egy csempészésellenes járőrözés részesei voltak. Az Egyesült Nemzetek Szervezetén belül működő UNRWA azt közölte, több mint 5000 palesztinnak kellett elhagynia a menekülttábort Latakia külső területén a támadások miatt, az LCC beszámolója szerint pedig a katonák a táborban otthonról otthonra jártak, és a palesztinokat távozásra szólították fel. Az LCC azt is hozzátette, hogy a területen véletlenszerűen is indítottak tüzeléseket. Legalább a palesztin tábort magában foglaló kerület egyik lakosát lelőtték,  és legalább féltucatnyi további kerületre is ráirányították a géppuskákat.
Az Avaaz nemzetközi emberi jogi csoport azt mondta, Latakkiában 9 megerősített esetet tud megemlíteni, mikor civileket öltek meg. Helybéliek szerint sok embert letartóztattak, mikor megpróbálták elhagyni a várost. Azt is elmondták, hogy civil ruhás rendőrök, a Sabiha tagjai fosztogatták a palesztin menekülttábornak is helyt adó al-Ramel kerület boltjait és házait, valamint megpróbálták teljesen eltüntetni a lövések nyomait. Az egyik helyben lakó azt mondta, attól tartott, hogy az egész kerületet lerombolják.
A Los Angeles Times egyik, magát latakiai orvosnak mondó forrásának augusztus 18-i beszámolója szerint mind igaz, amit az ellenzéki források írnak. Igaz a hadihajók bevetése és a több száz embernek a stadionban való összezsúfolása is mind megtörtént. Szerinte Latakiában augusztus 14. óta 50 ember meghalt. Beszámolója szerint a város szunnita és palesztin lakosságát válogatás nélkül támadták, otthonokat pedig tüzérségi lövésekkel illetve buldózerekkel tették tönkre. Ezzel akarták kizavarni az embereket a szabadba, ahol sokukat körbe kerítették és letartóztatták.
2012. január 10-én olyan videófelvétel jelent meg, melyen egy kisszámú kormánypárti tüntető megmászta az Arab Liga által használt fehér autókat, és 11 megfigyelőt megsebesítettek.